# HD 23887
HD 23887，又名BD-00 602，SAO 111433、HR 1182，是一颗恒星，视星等为5.91，位于銀經187.65，銀緯-39.43，其B1900.0坐标为赤經3h 43m 31s，赤緯-0° -39.43′ 45″。